# Frederic A. Gibbs
Frederic Andrews Gibbs (* 9. Februar 1903; † 18. Oktober 1992 in Northbrook, Illinois) war ein US-amerikanischer Neurologe, bekannt als Pionier des Einsatzes von EEGs bei Epilepsie.

## Leben
Gibbs studierte an der Yale University und der Johns Hopkins University Medical School in Baltimore, Maryland, mit Abschluss 1929.  Er war dann Fellow in Neuropathologie bei Stanley Cobb (1887–1968) an der Harvard Medical School, angesiedelt am Boston City Hospital. Dort arbeiteten auch William G. Lennox und die deutschstämmige Erna Leonhardt (1904–1987) in der Epilepsieforschung. Gibbs heiratete Leonhardt 1930 und arbeitete später eng mit ihr zusammen. 1935 besuchte er auf einem Europabesuch in Deutschland Hans Berger, den Vater des EEG,  und den Elektrotechniker Jan Friedrich Tönnies, der für die Tierexperimente des  Neurophysiologen Alois E. Kornmüller ein EEG-Gerät gebaut hatte und holte sich dort Anregungen für die eigene Entwicklung. Im selben Jahr ließ er durch den MIT-Absolventen Albert Grass (1910–1992) ein Dreikanal-EEG bauen.
Von 1937 bis 1944 war Gibbs Instructor, von 1944 bis 1951 Associate Professor Psychiatrie und von 1952 bis 1975 (Ruhestand) Professor für Neurologie und Neurophysiologie mit Schwerpunkt EEG und Leitung der von ihm gegründeten Epilepsie-Ambulanz an der University of Illinois School of Medicine in Chicago.
Er war einer der Ersten, die EEG-Muster mit bestimmten neuronalen Verletzungen im Gehirn in Verbindung brachten und so zu einem diagnostischen Werkzeug machten. Unter anderem veröffentlichte Gibbs schon 1935 gemeinsam mit dem US-amerikanischen Neurologen und Epileptologen William Gordon Lennox eine wichtige Arbeit über das EEG bei Epilepsie. Außerdem widerlegte er einige noch in den 1930er-Jahren verbreitete Theorien über Epilepsie (beispielsweise nahm man damals häufig an, dass Ursache Spasmen von Blutgefäßen im Gehirn seien).
Gibbs war u. a. 1936 erster Sekretär der US-amerikanischen Liga gegen Epilepsie (= Vorläuferorganisation der US-amerikanischen Epilepsiegesellschaft bzw. American Epilepsy Society; AES). von 1948 bis 1949 Präsident der AES und 1949–53 einer der beiden Vizepräsident der Internationalen Liga gegen Epilepsie (ILAE).
Mit seiner Frau gründete er die American EEG Society, die Brain Research Foundation und die American Medical EEG Association. 1951 erhielt er den Lasker~DeBakey Clinical Medical Research Award. Er war dreifacher Ehrendoktor.

## Schriften
Gibbs publizierte u. a. erstmals 1941 einen zunächst einbändigen und später vierbändigen EEG-Atlas, der teilweise mehrere Auflagen erlebte (1950–1964). U.a. wurde in dem der Epilepsie gewidmeten zweiten Band von 1952 erstmals die „Hypsarrhythmie“ als typisches EEG-Muster beschrieben.